# Axparken

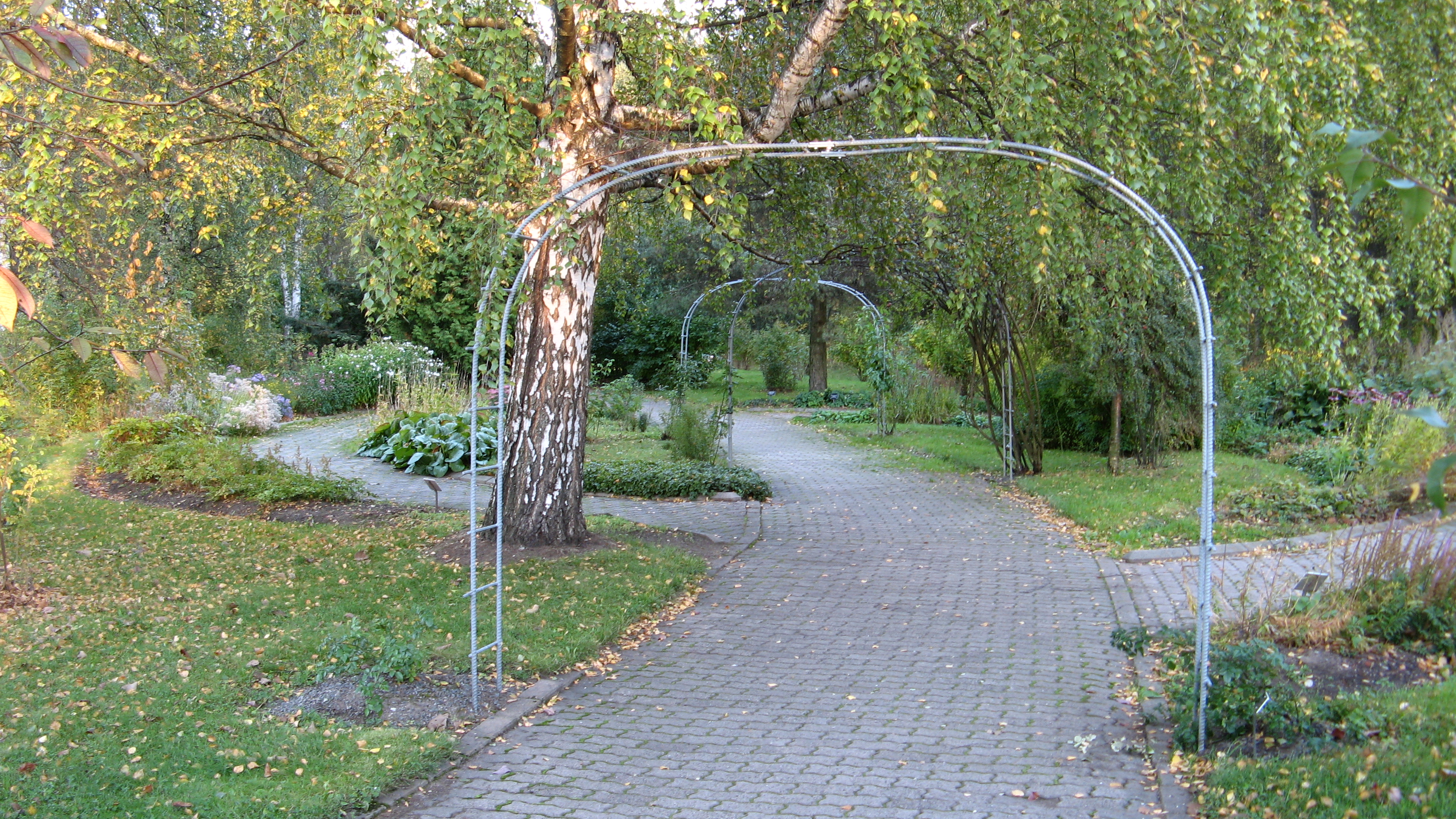
Gångar i Axparken. Märk de små skyltarna med växternas namn (finska, svenska och vetenskapligt)

Axparken (Tähkäpuisto på finska) ligger i Petrelius i Åbo. Parken invigdes på Åbo-dagen 1982. De äldsta träden är från en trädgårdsskola på samma område, som upphörde med sin verksamhet 1968. Parkens area är drygt hälften av de 7,7 hektar som reserverats för den. Resten av området har bevarats som äng och skog.
I parken finns en stor mängd olika barr- och lövträd (37), buskar (110) samt perenner och kryddväxter (90) försedda med skyltar som talar om vilka arter det är frågan om, i synnerhet i en del som invigdes på FN-dagen grönskans år 1985.
Parkens stolthet är rosenträdgården, den största i Finland med historiska rosor. I rosariet finns 1600 buskrosor av 400 olika sorter, varav en del mycket sällsynta. En betydande del av rosorna har donerats av rosenmadame Toini Grönqvist, som också gjorde en plan för rosariet. Rosariet har fått mindre donationer från andra håll. Rosariet ingår i ett större experiment, där historiska rosor planterats i olika omgivningar. De enskilda rosenbuskarna har dedicerats olika personer och samfund. Rosariet invigdes 1995.